# Didymella
Didymella Sacc.– rodzaj grzybów z rodziny Didymellaceae. Rozprzestrzenione są na całym świecie.

## Systematyka i nazewnictwo
Pozycja w klasyfikacji według Index Fungorum: Didymellaceae, Pleosporales, Pleosporomycetidae, Dothideomycetes, Pezizomycotina, Ascomycota, Fungi.
Takson utworzył Pier Andrea Saccardo w 1880 r. Synonimy nazwy naukowej:
- Arcangelia Sacc.
- Haplotheciella Höhn.
- Lichenosphaeria Bornet
- Mycosphaerellopsis Höhn.[3]

W wyniku badań z zakresu filogenezy wiele gatunków dawniej zaliczanych do rodzaju Didymella zostało przeniesione do innych rodzajów.
Gatunki występujące w Polsce:
- Didymella commanipula (Berk. & Broome) Sacc. 1882
- Didymella fabae G.J. Jellis & Punith. 1991
- Didymella lycopersici Kleb. 1921
- Didymella phleina Punith. & Årsvoll 1979
- Didymella pinodella (L.K. Jones) Qian Chen & L. Cai 2015
- Didymella pinodes (Berk. & A. Bloxam) Petr. 1924
- Didymella pisi Chilvers, J.D. Rogers & Peever 2009
- Didymella winteriana (Sacc.) Petr. ex E. Müll. & Arx 1962

Nazwy naukowe na podstawie Index Fungorum. Wykaz gatunków według W. Mułłenki i innych.

## Znaczenie
Większość gatunków to grzyby pasożytnicze wywołujące choroby roślin. W Polsce do chorób wywoływanych przez przedstawicieli tego rodzaju należą: zgorzel podstawy łodyg i brunatna zgnilizna owoców pomidora (D. lycopersici) askochytoza bobiku (D. fabae), askochytoza wyki (D. pinodes) i zgorzelowa plamistość grochu (D. pisi, D. pinodes, D. pinodella).